# Kasztan jadalny
Kasztan jadalny (Castanea sativa Mill.) – gatunek rośliny z rodziny bukowatych (Fagaceae).

## Rozmieszczenie geograficzne
Kiedyś gatunek występujący tylko na południe od Alp, rozpowszechniony przez Rzymian w Europie Zachodniej i Słowacji. Obecnie rozpowszechniony w basenie Morza Śródziemnego, Azji Mniejszej i na Kaukazie.

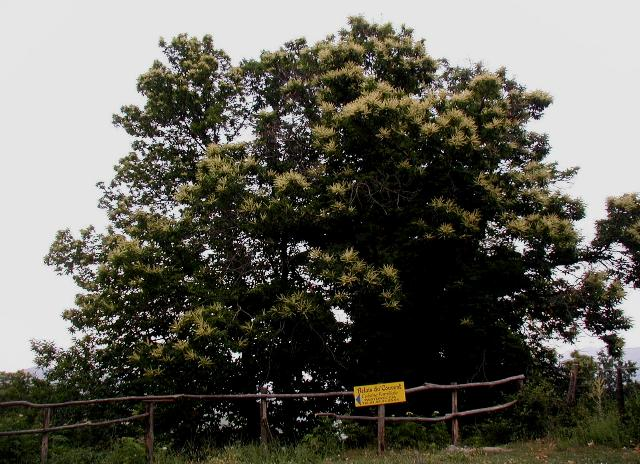
Pokrój

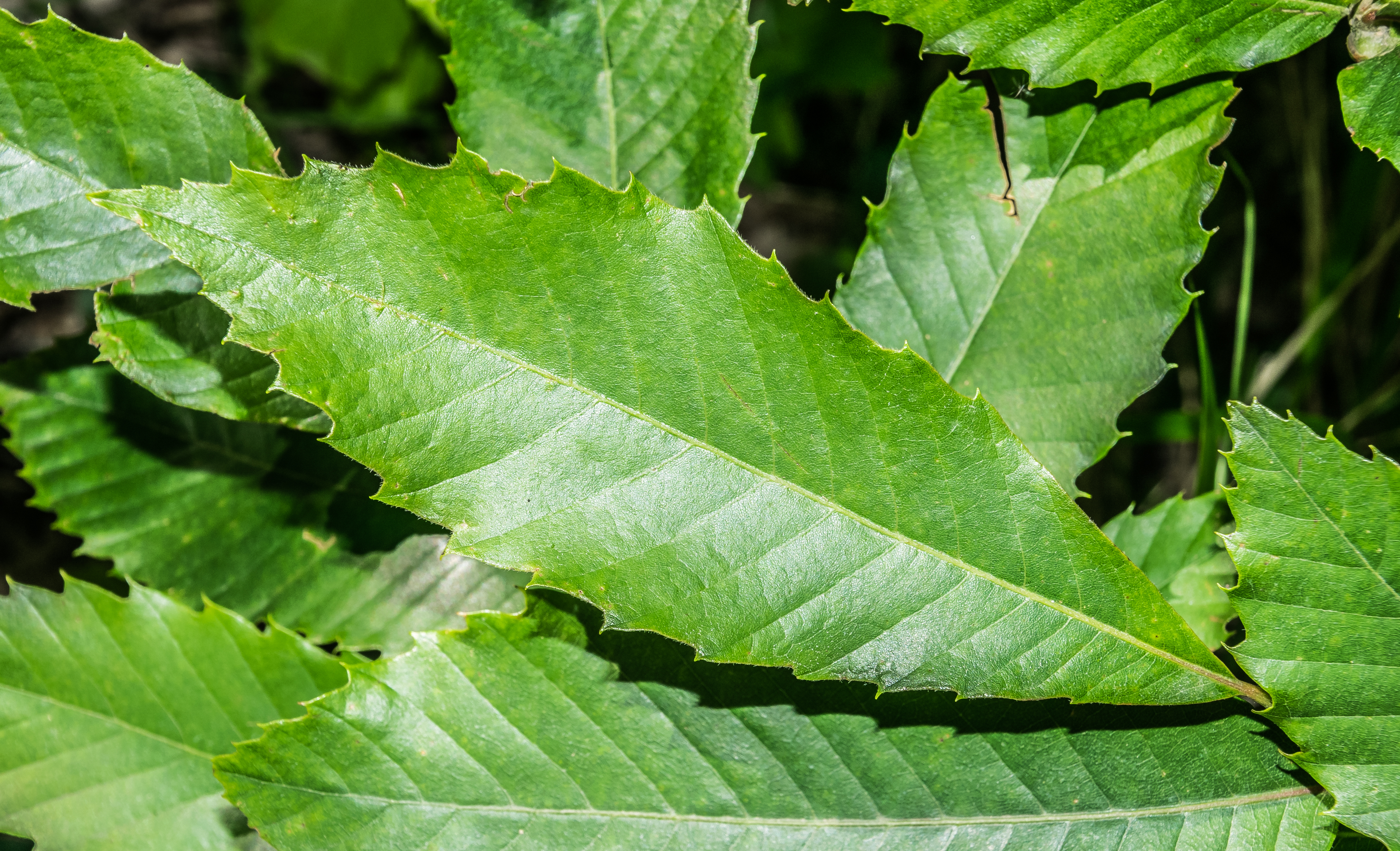
Liść

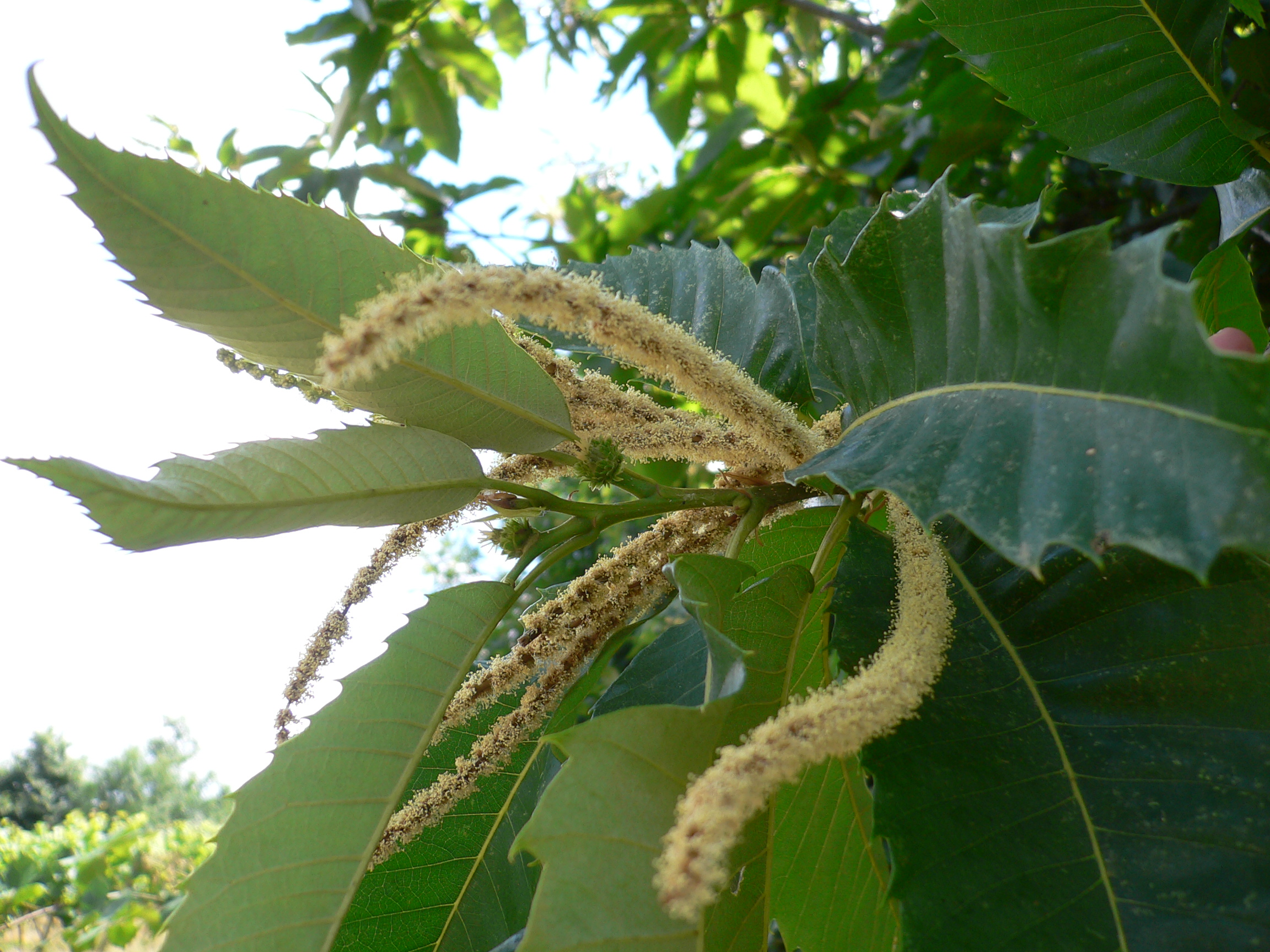
Kotki męskie

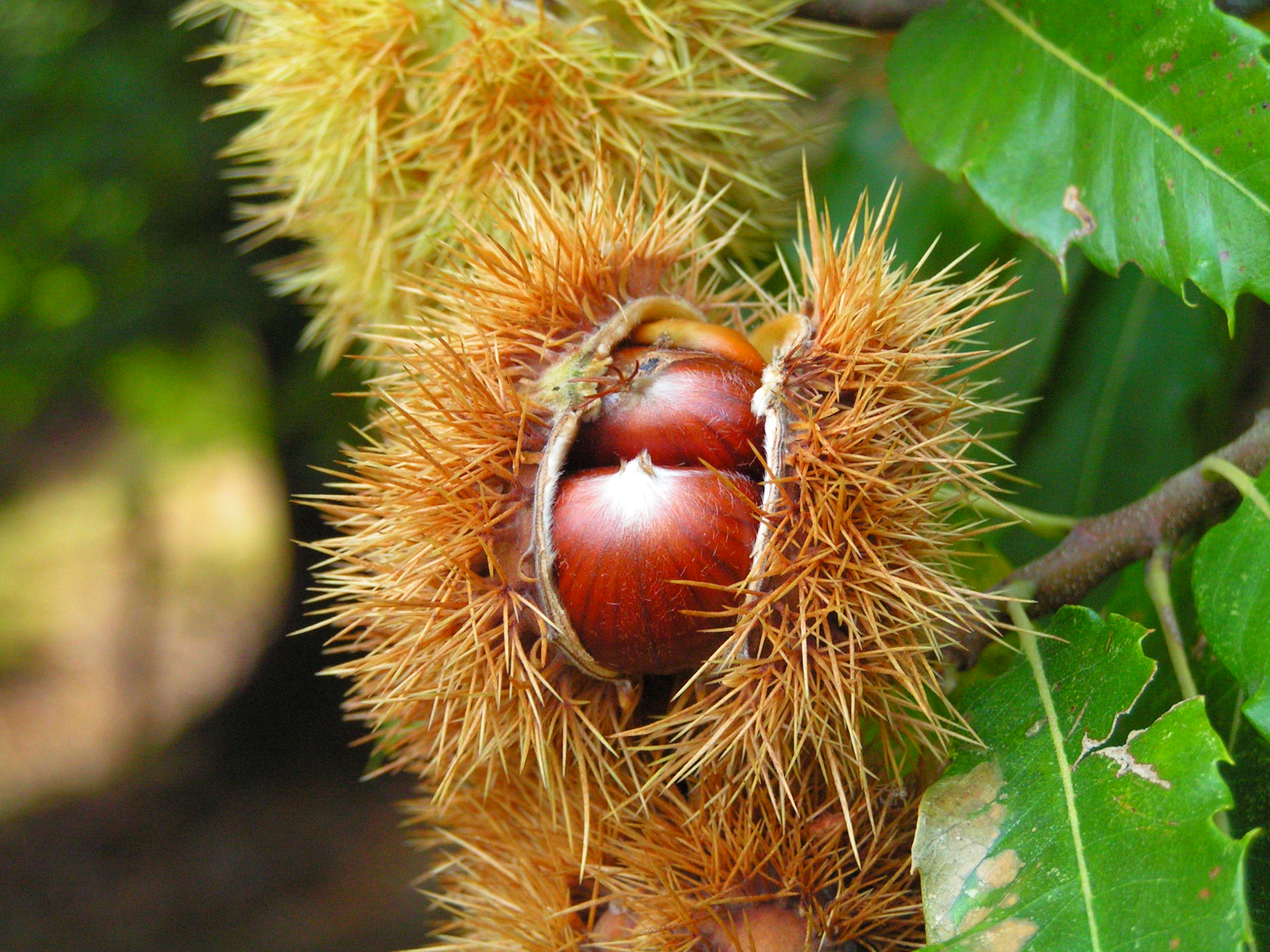
Owoc

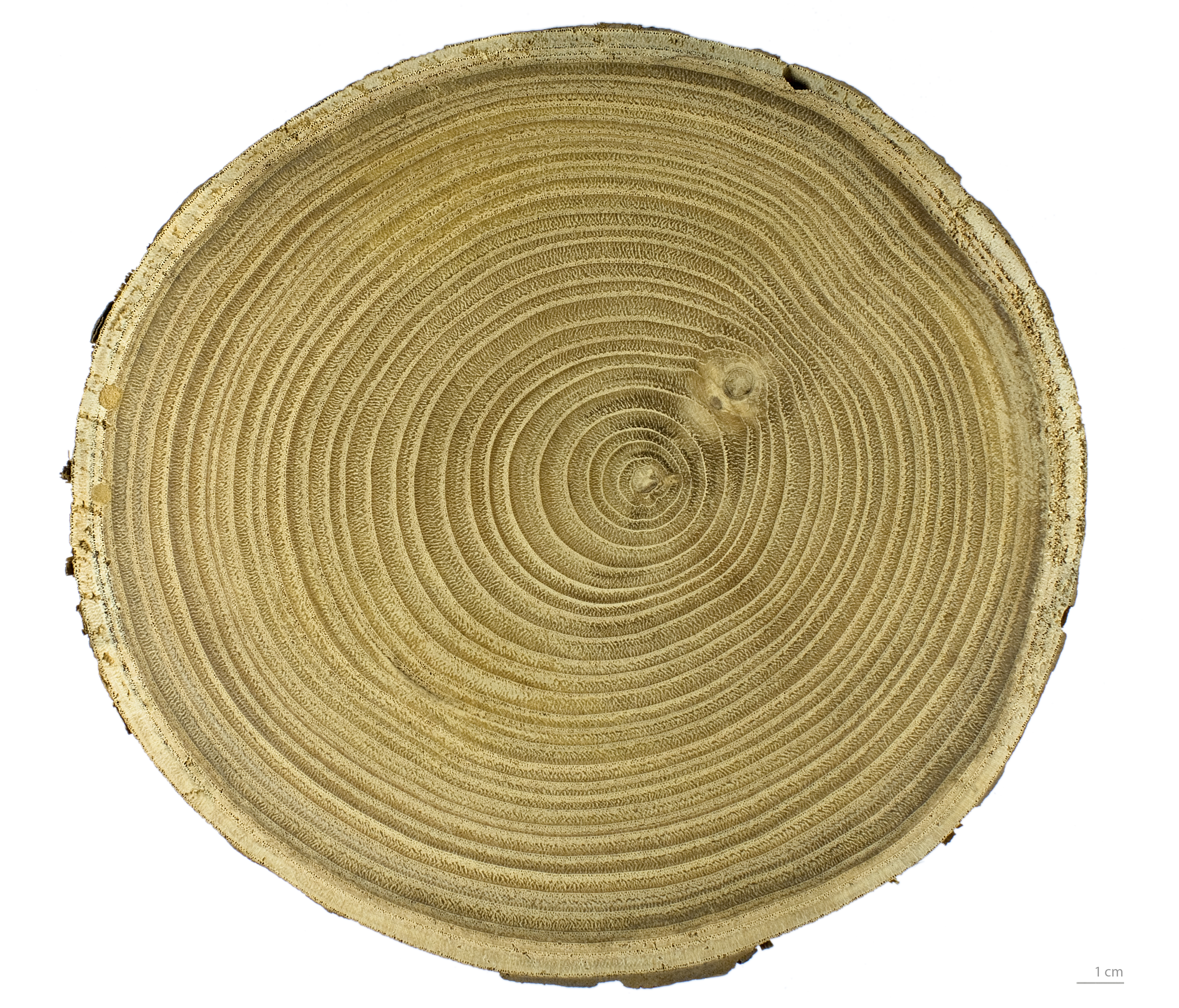
Przekrój przez pień

W Polsce kasztan jadalny rośnie głównie na Pomorzu Zachodnim i Dolnym Śląsku. Lokalnie występować mogą populacje zadomowione, znajdujące się poza uprawą. Gatunek ma status zadomowionego antropofita (kenofita).

## Morfologia
PokrójDrzewo wysokości do 35 m, o pniu pokrytym brunatną, głęboko spękaną korowiną. Korona gęsta, kulista. Młode pędy delikatnie omszone, później nagie, o wzroście sympodialnym.
PąkiMłode omszone, okryte 2–4 skrętoległymi łuskami. Brak pąków szczytowych (sympodium).
LiścieUstawione w dwóch prostnicach, młode pod spodem delikatnie omszone, potem nagie, sztywne. Blaszka liściowa piłkowana o ilości nerwów równej ilości ząbków. Liść długości 10–25 cm podłużnie lancetowaty, o nasadzie szerokoklinowatej. Ogonek do 3 cm.
KwiatyKwiaty męskie żółte, zebrane w stojące kwiatostany (kotki) do 35 cm, kwiaty żeńskie nieliczne, zebrane u podstawy. Kwitnie w czerwcu–lipcu.
OwoceOrzechy. Okrywa owocowa zielona kupula, pokryta gęstymi, ostrymi kolcami, pękająca 3–4 klapami, zawierająca 2 lub 3 nasiona. Orzech pokryty jest cienką, brązową, błyszczącą skórką z wyraźnie zachowanymi na szczycie zeschniętymi resztkami szyjek słupka. Dojrzewają w październiku–listopadzie. Często nazywany maronem.
NasionaBezbielmowe (rezerwuarem węglowodanów są liścienie zarodka).

## Zastosowanie
Świeże kasztany jadane są na surowo, wyschnięte spożywane są po upieczeniu oraz konserwowane jako kompoty. Na Węgrzech i Słowacji przetarta masa kasztanowa (węg. gesztenye püré, słow. gaštanové pyré), świeża albo mrożona, przeznaczona jest do bezpośredniego spożycia lub używana jako dodatek do wyrobów cukierniczych (wypieków, deserów), mięs. W Niemczech jada się chętnie zupę kasztanową.

## Obecność w kulturze i symbolice
Kasztan jadalny symbolizuje mądrą przezorność.